# Pfarrkirche Leopoldschlag

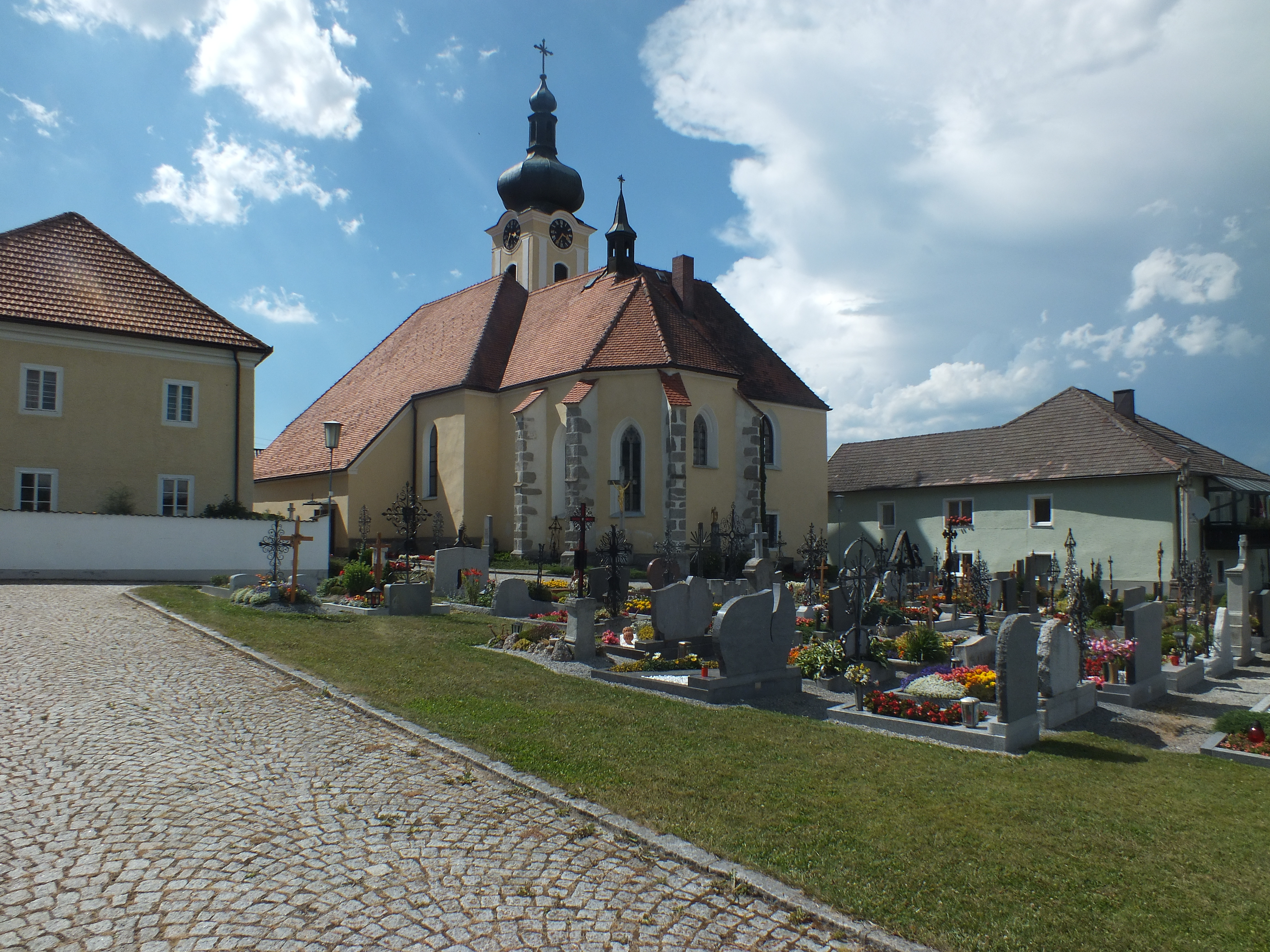
Katholische Pfarrkirche hl. Georg in Leopoldschlag

Die römisch-katholische Pfarrkirche Leopoldschlag steht leicht erhöht östlich des Marktplatzes inmitten des Friedhofes in der Marktgemeinde Leopoldschlag im Bezirk Freistadt in Oberösterreich. Die dem Patrozinium hl. Georg unterstellte Pfarrkirche gehört zum Dekanat Freistadt in der Diözese Linz. Die Kirche steht unter Denkmalschutz (Listeneintrag).

## Geschichte
1356 wurde urkundlich eine Pfarre genannt.
Der Chor wurde im Ende des 15. Jahrhunderts gewölbt, das Langhaus im Anfang des 16. Jahrhunderts erbaut, ein Schlussstein nennt 1516. Die Sakristei wurde um 1700 angebaut und im Ende des 19. Jahrhunderts mit einem Oratorium aufgestockt. Nach einem Brand wurde die Kirche von 1883 bis 1897 renoviert. 1962/1963 wurde die Kirche nach Plänen des Architekten Anton Zemann erweitert, dabei wurde der barocke Westturm abgetragen und an der Nordseite rekonstruiert. Eine Restaurierung der Kirche erfolgte in Etappen von 1963 bis 1982. 1997 wurde die Altäre restauriert.

## Architektur
Der rekonstruierte neue barockisierende Turm steht an der Nordseite des Langhauses. Im nördlichen Chorwinkel steht der zweigeschoßige Sakristeianbau.
Das anfängliche zweischiffige dreijochige Hallenlanghaus über einem annähernd quadratischen Grundriss wurde 1962/1963 nach Westen und Süden erweitert. Im spätgotischen Bereich besteht ein dichtes jochverschleifendes Netzrippengewölbe mit Rippendreistrahlen zum Triumphbogen auf drei oktogonalen Langhauspfeilern, der westliche neu aus 1962/1963. Der Erweiterungsbereich im Langhaus hat eine Flachdecke.
Der eingezogene zweijochige spätgotische Chor mit einem Dreiachtelschluss hat ein sternförmiges Springrautengewölbe auf Runddiensten mit einem Rippendreistrahl.

## Ausstattung
Der Hochaltar aus 1878 trägt die Figuren der Heilige Nikolaus von Myra, mittig Georg, und Leopold, dazwischen auf Konsolen Barbara und Katharina, im Gesprenge die Dreifaltigkeit.
Volksaltar, Ambo, Leuchter und Weihwasserbecken aus grauem Granit wurden von dem Linzer Architekten Josef Ullmann (* 1944) entworfen.
Die Orgel aus 1963 mit einem Freipfeifenprospekt und einer elektrischen Traktur, II Man./14 Reg. steht mit einer südlichen Wandnische und hat den Spieltisch auf der Empore.
Am Aufgang zum Chor befindet sich eine Gedenktafel an die Gefallenen und Vermissten der Pfarrgemeinde Leopoldschlag im Zweiten Weltkrieg 1939 – 1945.